# 沃尔克斯
沃尔克斯（法語：Volx，法語發音：[vɔlks]）是法国上普罗旺斯阿尔卑斯省的一个市镇，位于该省西南部，属于福卡尔基耶区。

## 地名
该地名“Volx”发音为[vɔlks]，字母“lx”发音，《世界地名翻译大辞典》与《世界地名译名词典》将其误译作“沃”。

## 地理
沃尔克斯（43°52'40"N, 5°50'30"E）面积19.52 平方千米，位于法国普罗旺斯-阿尔卑斯-蓝色海岸大区上普罗旺斯阿尔卑斯省，该省份为法国东南部内陆省份，北起上阿尔卑斯省，西接沃克吕兹省，西北接德龙省，南至瓦尔省，东临滨海阿尔卑斯省，东北部与意大利接壤。
与沃尔克斯接壤的市镇（或旧市镇、城区）包括：多凡、马诺斯克、圣迈姆、瓦朗索勒、维勒讷沃。
沃尔克斯的时区为UTC+01:00、UTC+02:00（夏令时）。

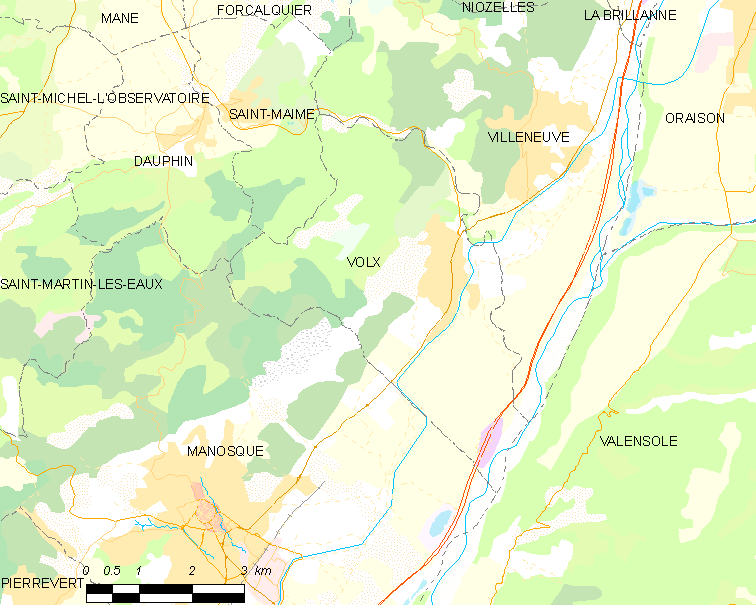
沃尔克斯的OSM定位图

## 行政
沃尔克斯的邮政编码为04130，INSEE市镇编码为04245。

## 政治
沃尔克斯所属的省级选区为马诺斯克第二县。

## 人口

1962-2008年间沃尔克斯人口变化图示

沃尔克斯于2022年1月1日时的人口数量为3227人。